# Palazzo d'Aquino di Caramanico
Il Palazzo d'Aquino di Caramanico è un palazzo di Napoli che sorge in via Medina 61, nel quartiere San Giuseppe.
Il palazzo venne eretto nel 1522 da un certo Geronimo Giano su un lotto appartenuto ai Domenicani. Nel 1540 venne acquistato da Filippo di Lannoy che commissionò dei lavori di rifacimento dell'edificio a Giovanni Francesco Di Palma. Dopo altri passaggi di proprietà pervenne nel 1634 a Francesco Ruffo (1596-1643), duca di Bagnara. Dopo il sisma del 1688, Carlo Ruffo (1616-1690), duca di Bagnara e principe di Motta San Giovanni, affidò tra il 1689 e il 1694 il restauro a Francesco Antonio Picchiatti. Nel 1770 Nicola Ruffo (1742-1794) lo vendette ad Antonio D'Aquino (1693-1775), principe di Caramanico e duca di Casoli, che commissionò l'intero rifacimento dell'edificio, dalle fondamenta dissestate da un'alluvione nel 1767, a Ferdinando Fuga. Agli inizi del XIX secolo i D'Aquino scelsero come loro dimora nella capitale un vasto palazzo a via Chiatamone, vendendo l'edificio di via Medina ai Carafa di Noja.
Presenta una facciata divisa in due parti e decorata da due ordini di lesene.
La parte inferiore è caratterizzata da un portale dalle dimensioni di un arco a tutto sesto con rosta in ferro a raggiera, con ai lati due pilastri scalanati che presentano alla sommità due particolari mascheroni. Sovrasta il portale un grosso timpano arcuato sorretto dai pilastri. Il palazzo è sprovvisto di stemma, sebbene fosse visibile fino a quando passò ai Carafa di Noja lo stemma nobiliare dei D'Aquino.
La parte superiore presenta due piani con finestre balconate. Il primo piano è quello più particolare per la presenza di timpani triangolari con dei mascheroni racchiusi al loro interno, mentre l'ultimo piano mostra una più semplice composizione della cornice delle finestre.
Il cornicione, infine, è sorretto da varie mensole, la maggior parte delle quali è posta in coppia presso la sommità delle lesene.
Alla sinistra del portale è ubicata la storica sartoria Cilento, nata nel 1780, insediatasi nell'attuale sede dal 1820.